# Anatole Demidoff
Pour les articles homonymes, voir Demidov.
 (juin 2017).
Si vous disposez d'ouvrages ou d'articles de référence ou si vous connaissez des sites web de qualité traitant du thème abordé ici, merci de compléter l'article en donnant les références utiles à sa vérifiabilité et en les liant à la section « Notes et références ».

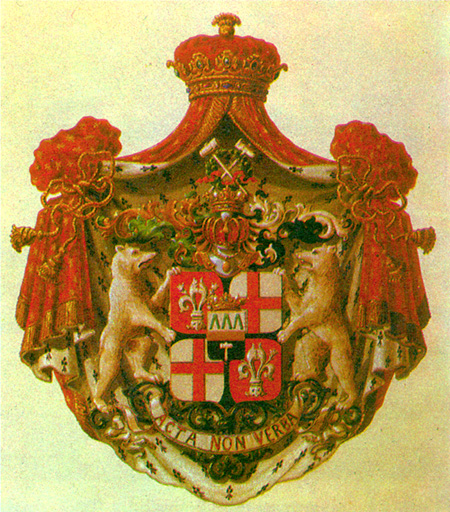
Armes du prince Anatole Demidov.

Anatole Nikolaïevitch Demidoff (en russe : Анатолий Николаевич Демидов), premier prince de San Donato, né à Saint-Pétersbourg (Russie) le 5 avril 1812 (17 avril dans le calendrier grégorien) et mort à Paris le 29 avril 1870 est un diplomate, industriel, mécène et collectionneur d'art russe.

## Biographie

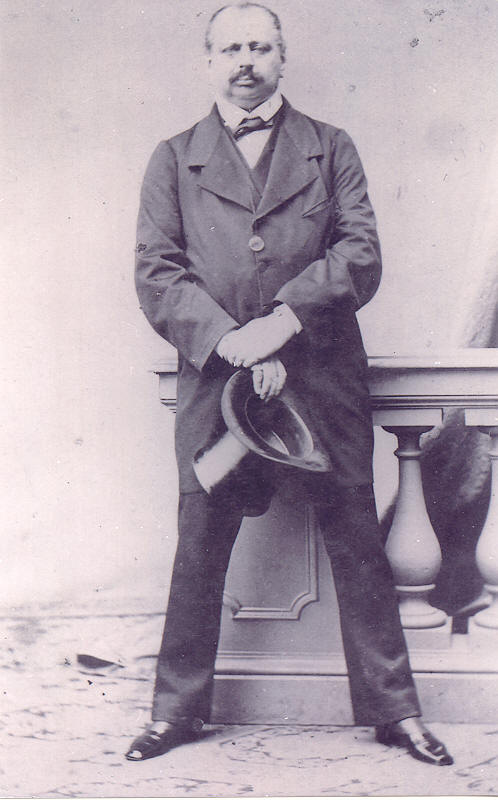
Portrait d'Anatole Demidoff, photographie anonyme.

Deuxième fils de Nicolas Demidoff, Anatole Demidoff fut élevé à Paris et commença sa carrière dans la diplomatie russe en tant que gentilhomme de la chambre de l'Empereur, en lien avec le ministère des Affaires étrangères russe, servant brièvement dans les ambassades de Paris — il habite alors l'hôtel édifié par Charles De Wailly pour le sculpteur Augustin Pajou, 87 rue de la Pépinière, aujourd'hui rue La Boétie —, Rome et Venise.
À la mort de son père en 1828, il s'établit définitivement en Europe de l'Ouest, revenant le plus rarement possible en Russie, attitude qui contribua à lui aliéner le tsar Nicolas Ier qui, dès lors, eut toujours pour lui une vive antipathie.
En juin 1837, il organisa une première expédition scientifique en Russie du Sud et en Crimée, dont il confia la direction scientifique à Frédéric Le Play. Elle comprenait 22 savants, écrivains et artistes français dont Auguste Raffet, Louis-Auguste de Sainson et le critique Jules Janin, qui devinrent les amis de Demidoff. Le résultat de cette expédition, qui coûta la somme très élevée de 500 000 francs, fut publié sous le titre Voyage dans la Russie méridionale et la Crimée (4 vol., 1838-1848), avec 100 lithographies originales de Raffet. Le tsar, dédicataire de l'ouvrage, n'y accorda aucun intérêt et montra même de l'irritation contre le fait que la plupart des membres de l'expédition étaient français. Avec Raffet, Demidoff noua une longue amitié fidèle.
Anatole Demidoff finança un nouveau voyage en Russie d'André Durand afin de relever des paysages, qui furent publiés sous le titre Voyage pittoresque et archéologique en Russie (1839). En 1840, il publia dans Le Journal des débats une série d'articles sur la Russie, qui furent réunis en volume sous le titre Lettres sur l’Empire de Russie (1840), dans le but de combattre certaines idées reçues des Français à l'encontre de la Russie. Néanmoins, ces comptes rendus irritèrent le tsar Nicolas Ier par leur description du système féodal russe.
En 1839, Demidoff, grand admirateur de Napoléon Ier, fut introduit par Jules Janin dans le cercle de Jérôme Bonaparte, impécunieux ex-roi de Westphalie, qui vivait en exil à la Villa di Quarto à Florence.

### Un mariage agité
Un projet de mariage fut rapidement formé entre ce richissime sujet du tsar et la fille unique de l'ex-roi Jérôme Bonaparte, la princesse Mathilde Bonaparte. Il fut convenu que Mathilde recevrait une dot de 290 000 francs, dont 50 000 francs en bijoux et 240 000 francs en argent, mais payables « à tempérament » ; quant aux bijoux, Demidoff accepta de les acheter à Jérôme, perpétuellement à court d'argent, pour un million de francs, de sorte qu'il paya la dot de sa femme et bien au-delà.
En outre, par décret du 20 octobre 1840, il fut créé par le grand-duc de Toscane  « prince de San Donato », afin de permettre à la princesse de conserver son titre, non reconnu en Russie, mais ensuite approuvé par le roi d'Italie. Le grand-duc récompensait ainsi Anatole d'avoir fondé une fabrique de soie à San Donato.
Le mariage eut lieu à Rome le 1er novembre 1840. En mars 1841, le couple se rendit à Saint-Pétersbourg, où le tsar se montra plein d'attentions pour la princesse sa cousine — le tsar et Mathilde étaient proches parents puisque leurs mères étaient toutes deux princesses de Wurtemberg —, tandis qu'il humilia le prince par tous les moyens possibles. Anatole, dépité, commença ses infidélités.
Le 17 août 1841, le couple arriva à Paris, où il résida à l'hôtel Demidoff, 109, rue Saint-Dominique jusqu'en juin 1842. Ils séjournèrent ensuite une année à Saint-Pétersbourg avant de s'installer près de Florence à la villa San Donato.
Rapidement, les relations entre les deux époux s'étaient aigries. La princesse avait pris un amant, le comte Émilien de Nieuwerkerke, et le prince une maîtresse, Valentine de Sainte-Aldegonde, duchesse de Dino, à qui Mathilde fit une scène violente au cours d'un bal, ce qui lui valut en retour, de la part de son mari, une paire de gifles administrées en public.
En septembre 1846, Mathilde s'enfuit pour Paris afin de se réfugier auprès de Nieuwerkerke, en emportant les bijoux qui étaient censés constituer sa dot, vendus par son père à son futur époux.
Malgré cela, Demidoff fut condamné par le tribunal de Saint-Pétersbourg à verser à Mathilde une pension de 200 000 roubles par an et ne put jamais récupérer ses bijoux. Les époux furent autorisés à se séparer en 1847 sur décision personnelle du tsar de Russie Nicolas Ier.

### Autres voyages, collections et mécénat
En 1847, Demidoff entreprend un voyage en Espagne avec Raffet, dont le compte-rendu fut publié plus tard sous le titre Étapes maritimes sur les côtes d’Espagne (1858).
Demidoff augmenta considérablement la collection d'art rassemblée par son père à la Villa San Donato près de Florence — où quatorze salles finirent par être consacrées à ce musée particulier — s'intéressant notamment à la peinture romantique ; en 1833, il avait acquis La Mort de Poussin de François Marius Granet, qui fit également sensation au Salon de 1834. À ce même Salon, il avait acquis Le Supplice de Jane Grey, œuvre-manifeste de Paul Delaroche. Il commanda des tableaux à Eugène Delacroix et des aquarelles à Richard Parkes Bonington et Théodore Géricault.
La villa San Donato contenait également une bibliothèque de 40 000 volumes.
Vers 1850, il commanda à Ferdinand Barbedienne une réplique partielle (huit panneaux au lieu des dix de l'original) des secondes portes en bronze doré du Baptistère de Florence par Lorenzo Ghiberti (1401).
Ses importantes collections furent dispersées dans des ventes publiques à Paris en 1863 et peu avant sa mort en 1870, puis en 1881, par son neveu et héritier Paul Pavlovitch, qui quitta San Donato pour la Villa di Pratolino (ancien domaine des Médicis), acquise en 1879. Ce dernier démembra l'immense domaine foncier qui entourait la villa et dispersa en plusieurs ventes restées mémorables la quasi-totalité du « musée Demidoff », et une collection de plantes rares créée en 1850 à Vienne par Carl von Hugel, qui s'étendait sur 400 mètres linéaires et 8 à 10 mètres de profondeur.
Demidoff s'efforça de réparer les dégâts que la séparation avec Mathilde avait infligés à sa position sociale en multipliant les donations à des œuvres charitables. Il créa des hôpitaux, des orphelinats et des écoles et mit sur pied un comité international pour porter secours aux prisonniers de la guerre de Crimée (1853-1856).
Il donna un million de roubles pour le financement de la guerre et fut récompensé par Alexandre II, qui le nomma chambellan et conseiller d'État.
En 1860, il fit partie, avec le duc de Morny et le docteur Oliffe, du consortium d'investisseurs qui fonda la station balnéaire de Deauville.

### Descendance et fin de vie
Anatole Demidoff a eu un fils naturel avec sa maîtresse Fanny de la Rochefoucauld, fille de Francois, 8e duc de la Rochefoucauld, dont postérité.
Il a de nombreuses autres maîtresses, dont Maria Kalergis, considérée comme une des plus belles femmes de son temps, et l'actrice Augustine Duverger, mais c'est avec Céline Montaland, enfant vedette de la Comédie-Française, qu'il entretient une relation longue et avec laquelle il a trois enfants non reconnus, Gabriel, Gontran et Haydée.
Il participe au célèbre Carnaval de Paris[Quand ?] ; un tableau du musée Carnavalet représente son équipage participant à la fête.
Il meurt le 29 avril 1870 d'une congestion pulmonaire à son hôtel de la rue Saint-Dominique à Paris. Il est inhumé au cimetière du Père-Lachaise (division 19).

## Exposition
- Anatole Demidoff. Voyage en Russie au XIXe siècle. Entre art et diplomatie, Paris, Centre spirituel et culturel russe, du  25 septembre au 13 octobre 2017, exposition et film réalisés par Roxane Rodriguez et Deborah Lalaudière[9],[10].